# Уба (село)
Уба (фр. Aubas) насеље је и општина у југозападној Француској у региону Аквитанија, у департману Дордоња која припада префектури Сарла ла Канеда.
По подацима из 2011. године у општини је живело 621 становника, а густина насељености је износила 35,42 становника/km². Општина се простире на површини од 17,53 km². Налази се на средњој надморској висини од 75 метара (максималној 255 m, а минималној 68 m).

## Демографија
| 1962. | 1968. | 1975. | 1982. | 1990. | 1999. | 2011. |
| ----- | ----- | ----- | ----- | ----- | ----- | ----- |
| 333   | 348   | 348   | 395   | 458   | 488   | 621   |

График промене броја становника у току последњих година